# Proto e Giacinto
Proto e Giacinto sono una coppia di martiri cristiani.

## Agiografia
Il loro culto come santi risale almeno al IV secolo ed è documentato dalla Depositio martyrum, che ricorda il loro dies natalis l'11 settembre e la loro sepoltura nel cimitero di Basilla lungo l'antica via Salaria, e da un'iscrizione di papa Damaso I, che ricorda la sistemazione della loro tomba a opera del pontefice.
Secondo una passio tarda e leggendaria, erano due fratelli, schiavi eunuchi di santa Eugenia, e avrebbero convertito al cristianesimo la loro padrona; furono uccisi sotto l'impero di Valeriano.
Le loro reliquie erano già venerate presso l'altare dei Santi Cosma e Damiano nella basilica di San Giovanni Battista dei Fiorentini a Roma, ma nel 1845 l'archeologo gesuita Giuseppe Marchi rinvenne la tomba inviolata di san Giacinto nella catacomba di Sant'Ermete (identificata grazie alla lapide con l'iscrizione d[e]p[ositum] III idus septe[m]br[es] | Yacinthus | martyr). Le ossa furono traslate nella cappella della nuova sede del Collegio di Propaganda Fide.

## Culto
L'elogio dei santi Proto e Giacinto si legge nel Martirologio romano all'11 settembre.
(Martirologio romano)